# BAE Hawk
BAE Hawk (BAe Hawk) je britský jednomotorový proudový cvičný letoun působící z pozemních základen. Letoun vyrábí společnost British Aerospace (v současnosti BAE Systems), předtím jej jako Hawker Siddeley Hawk vyráběla společnost Hawker Siddeley.

## Vývoj a popis
Prototyp lehkého cvičného letounu Hawk T.Mk 1 vzlétl 21. srpna 1974. Letoun s turbodmychadlovým motorem ADOUR 151 se stal obrovským úspěchem britského leteckého průmyslu. Jedním z důvodů byla mimořádně dlouhá životnost stroje a nízké nároky na pozemní údržbu, která byla nejnižší na hodinu letu ze všech proudových letadel na světě. Dalším důvodem byla relativně nízká pořizovací cena, protože o stroji se od samého počátku uvažovalo pro export. Hawk má i značnou nosnost užitečného nákladu a schopnost operovat na střední vzdálenosti i v roli lehkého útočného nebo stíhacího letounu pro vybojování vzdušné převahy.
S výzbrojí PLŘS AIM-9L Sidewinder jsou určeny pro plnění pomocných stíhacích úkolů ve spolupráci s letouny Tornado F.Mk 2/3.

## Varianty
- Hawk T1
- Hawk T1A
- Hawk 50
- Hawk 60
- Hawk 100
- Hawk 120/LIFT
- Hawk 127
- Hawk 128 (Hawk T2)
- Hawk 200
- T-45 Goshawk

McDonnell Douglas/BAe T-45 Goshawk je plně navalizovaná americká varianta původního letounu Hawk 60, která slouží pro výcvik amerických námořních pilotů.

## Specifikace

### Technické údaje
- Posádka: 2
- Rozpětí: 9,94 m (se střelami)
- Délka: 12,43 m
- Výška: 3,98 m
- Nosná plocha: 16,69 m²
- Plošné zatížení: 360,8 kg/m²
- Prázdná hmotnost: 4 400 kg
- Max. vzletová hmotnost : 9 100 kg

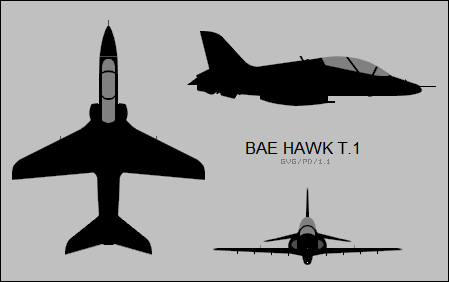
BAe Hawk T.1

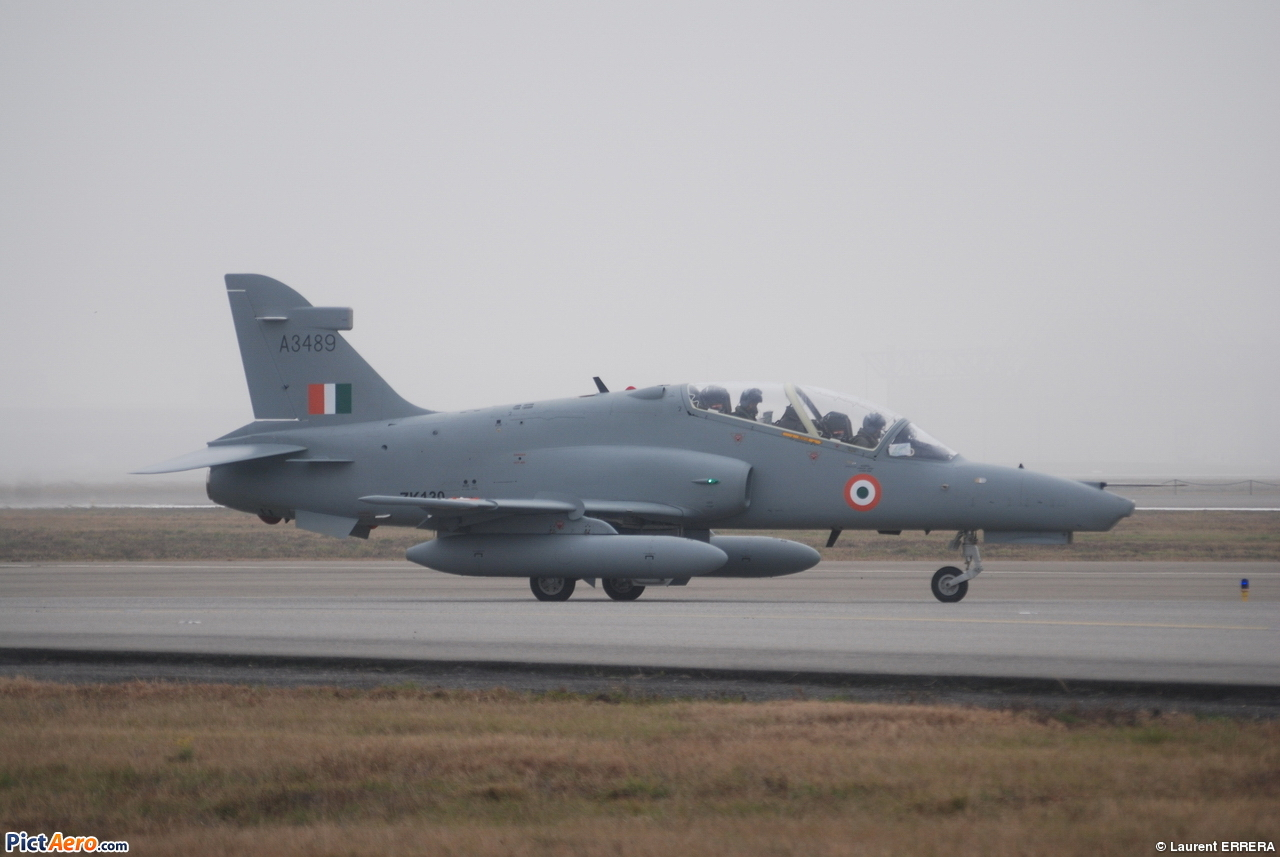
Hawk Mk. 132 Indického letectva

- Pohonná jednotka: 1× dvouproudový motor Rolls-Royce Turbomeca F405-RR-401 (Adour)
- Výkon pohonné jednotky: 23,10 kN

### Výkony
- Maximální rychlost: 905 km/h (M=0,85)
- Dolet: 1 440 km (bojový), 2 500 km (max.)
- Dostup: 12 900 m
- Stoupavost: 38,00 m/s

### Výzbroj
- Letoun obvykle nenese žádnou pevnou výzbroj. Na centrální trupový závěsník je však možné podvěsit kontejner s kanónem. Přídavná výzbroj se zavěšuje na centrální a 2 až 4 podkřídlové závěsníky, podvěsit lze také přídavné palivové nádrže.

## Uživatelé
Austrálie
- Royal Australian Air Force

 Bahrajn
- Bahrajnské královské letectvo

 Kanada
- Royal Canadian Air Force

 Finsko
- Finské letectvo

 Indie
- Indické letectvo
- Indické námořní letectvo

 Indonésie
- Indonéské letectvo

 Keňa
 Kuvajt
- Kuvajtské letectvo

 Malajsie
- Malajsijské královské letectvo

 Omán
- Královské vzdušné síly Ománu

 Saúdská Arábie
- Saúdské královské letectvo

 Jihoafrická republika
- South African Air Force

 Jižní Korea
- Letectvo Korejské republiky

 Spojené království
- Royal Air Force
- Royal Navy

 Spojené arabské emiráty
 Zimbabwe
- Zimbabwské letectvo

 Spojené státy americké

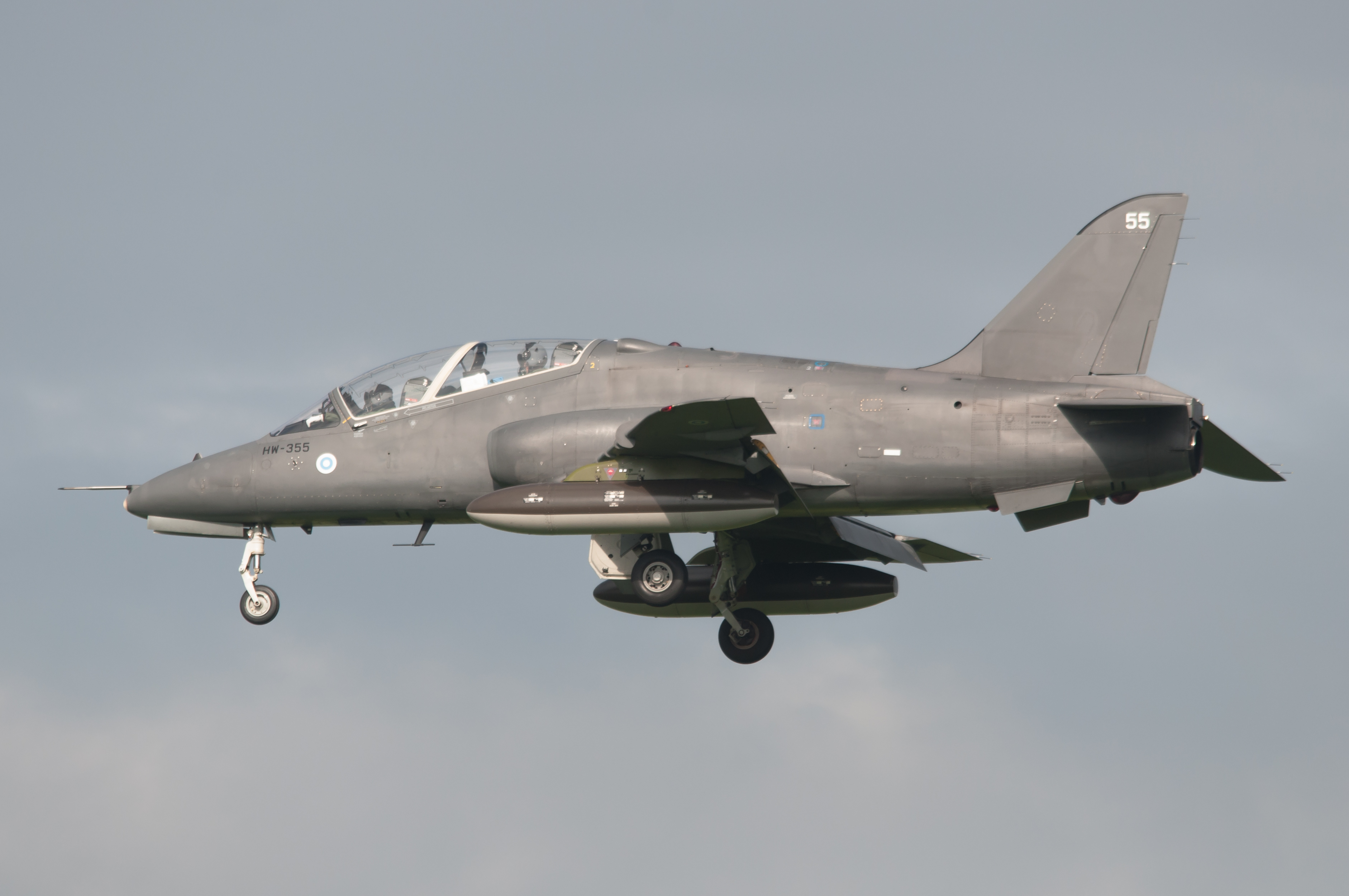
BAe Hawk (HW-355), Ilmavoimat

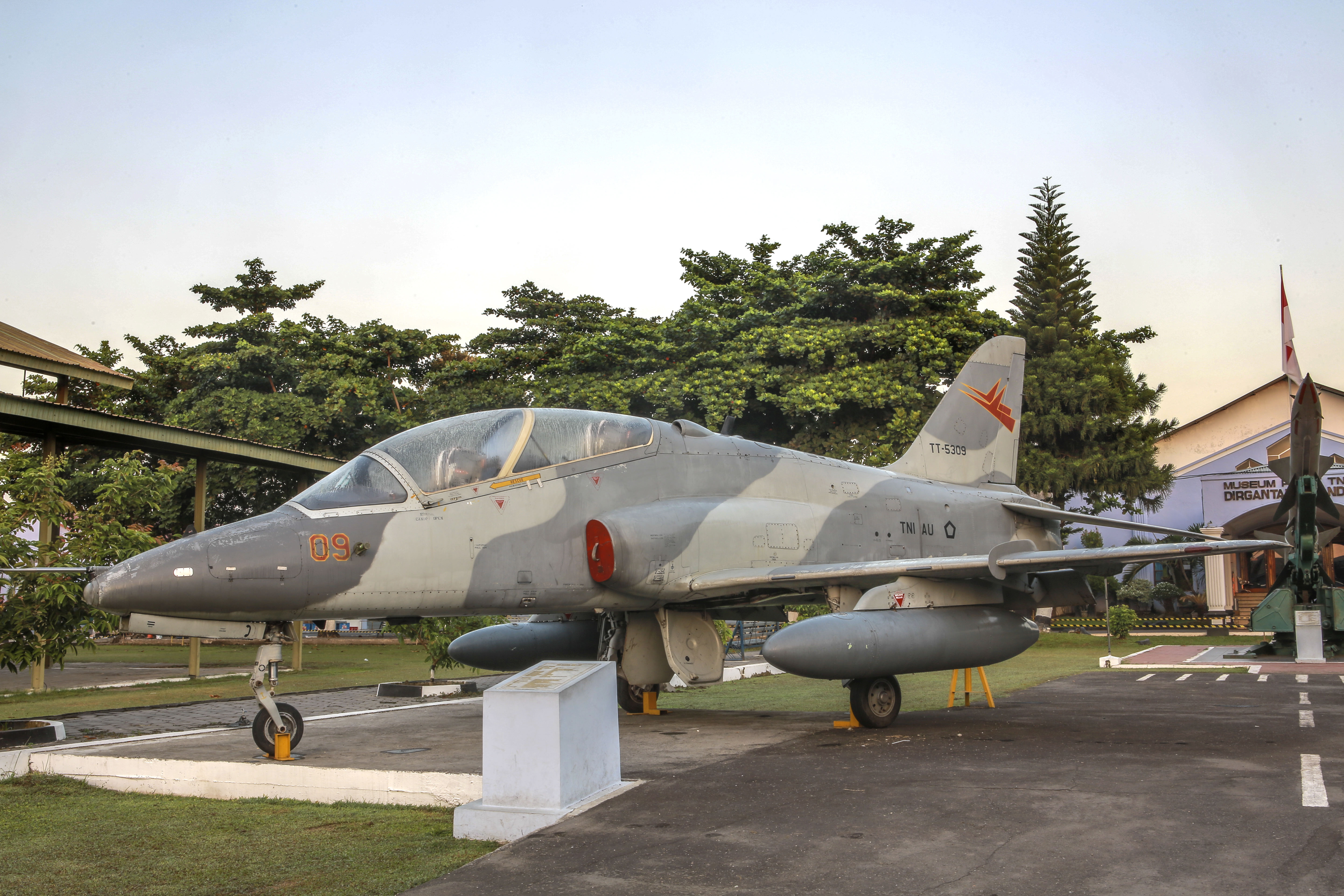
BAe Hawk, Indonéské letectvo

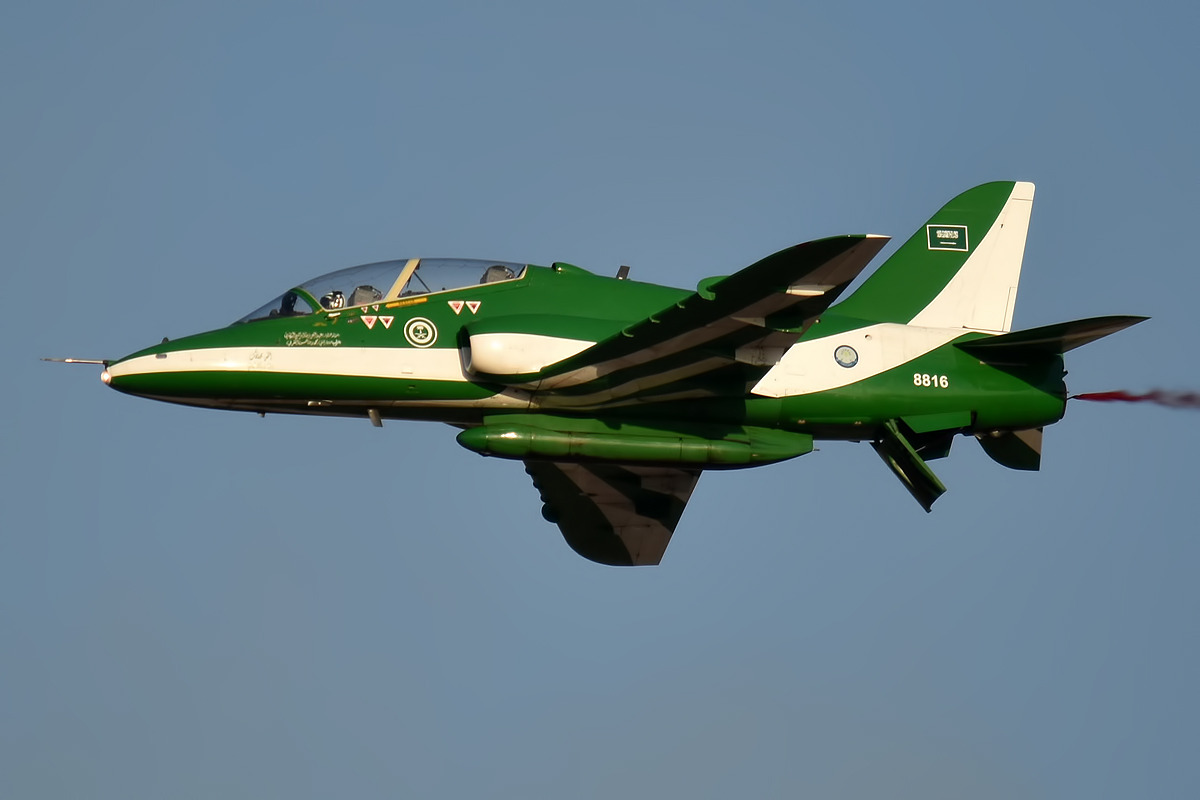
Royal Saudi Air Force, BAE Hawk Mk.65

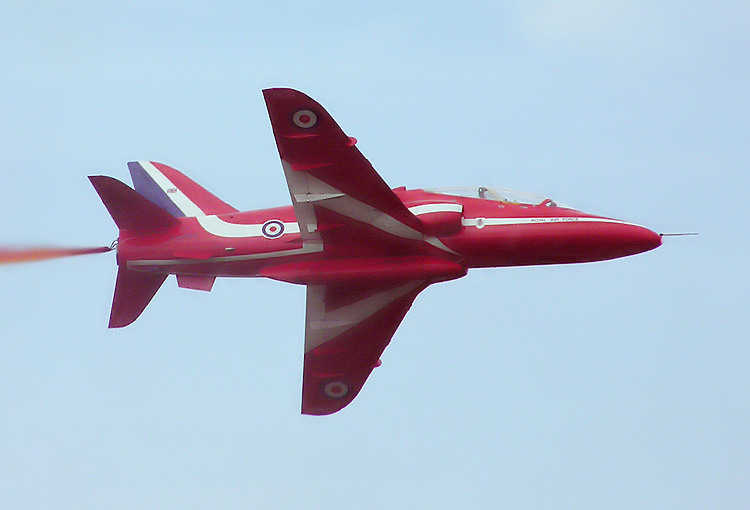
Royal Air Force Aerobatic Team "Red Arrows", verze Hawk T1

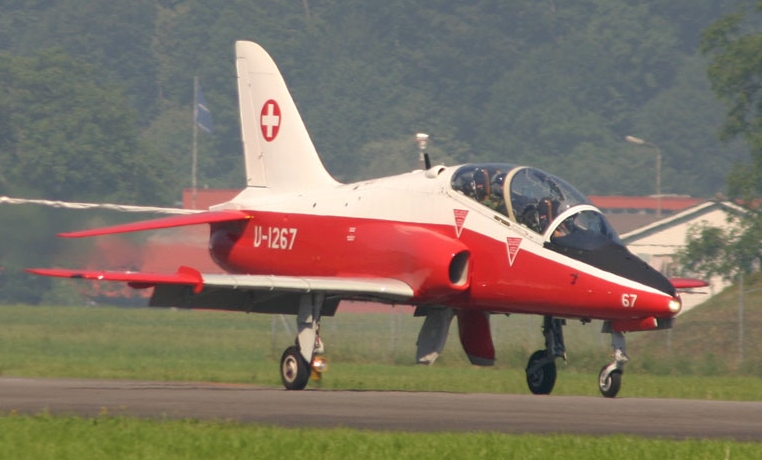
Švýcarský Hawk Mk.66 (U-1267)

- Námořnictvo USA (US Navy) - verze T-45 Goshawk